# Kollagenas
Kollagenaser är en grupp av enzymer som kan bryta ned peptidbindningarna i kollagen. Kollagenas ingår i matrixmetalloproteinasfamiljen (MMP), en familj som såvitt känt består av 20 olika enzymer. De hjälper till att förstöra extracellulära strukturer i patogenesen av bakterier som Clostridium. De anses vara en virulensfaktor, vilket underlättar spridningen av gasbrandbränna och riktar sig normalt mot bindväven i muskelceller och andra kroppsorgan.
Kollagen, en nyckelkomponent i djurens extracellulära matris, tillverkas genom klyvning av pro-kollagen genom kollagenas när det har utsöndrats från cellen. Detta hindrar stora strukturer från att bildas inuti själva cellen. 
Förutom att produceras av vissa bakterier, kan kollagenas göras av kroppen som en del av dess normala immunsvar. Denna produktion induceras av cytokiner, som stimulerar celler som fibroblaster och osteoblaster och kan orsaka indirekt vävnadsskada. Vissa sjukdomar höjer halten av kollagenas vilket leder till en ökad nedbrytning av bindväv. 
Enzymet återfinns också hos huggormar och näsgropsormar (Crotalinae).

## Terapeutisk användning
Kollagenaser har godkänts för medicinsk användning för:
- behandling av Dupuytrens kontraktur och Peyronies sjukdom (Xiaflex).
- sårläkning[2] (Santyl)
- celluliter (Qwo)

## MEROPS M9-familjen
Denna grupp av metallopeptidaser utgör MEROPS-peptidasfamiljen M9, underfamiljerna M9A och M9B (mikrobiellt kollagenas, klan MA(E)). Proteinvecket i peptidasdomänen för medlemmar av denna familj liknar det för termolysin, typexemplet för klan MA och de förutsagda av det aktiva stället för medlemmar av denna familj och termolysin förekommer i motivet HEXXH.
Mikrobiella kollagenaser har identifierats hos bakterier av både släkten Vibrio och Clostridium. Kollagenas används under bakterieangrepp för att bryta ner Kollagenbarriären hos värden under invasion. Vibriobakterier används ibland på sjukhus för att avlägsna död vävnad från brännskador och sår. Clostridium histolyticum är en patogen som orsakar gaskallbrand. Icke desto mindre har det isolerade kollagenaset använts för att behandla liggsår. Kollagenklyvning sker vid en Xaa+Fick i Vibriobakterier och vid Yaa+Gly bindningar i Clostridium kollagenaser.
Analys av den primära strukturen hos genprodukten från Clostridium perfringens har visat att enzymet produceras med en sträcka på 86 rester som innehåller en förmodad signalsekvens. Inom denna sträcka finns PLGP, en aminosyrasekvens som är typisk för kollagenassubstrat. Denna sekvens kan således vara inblandad i självbearbetning av kollagenaset.
Metalloproteaser är de mest olikartade av de sju huvudtyperna av proteas, med mer än 50 familjer identifierade hittills (2022). I dessa enzymer aktiverar en tvåvärd katjon, vanligtvis zink, vattenmolekylen. Metalljonen hålls på plats av aminosyraligander , vanligtvis tre till antalet. De kända metalliganderna är His, Glu, Asp eller Lys och minst en annan rest krävs för katalys, vilket kan spela en elektrofil roll. Av de kända metalloproteaserna innehåller ungefär hälften ett HEXXH-motiv, som i kristallografiska studier har visat sig utgöra en del av metallbindningsstället. HEXXH-motivet är relativt vanligt, men kan definieras strängare för metalloproteaser som 'abXHEbbHbc', där 'a' oftast är valin eller treonin och utgör en del av S1'-underplatsen i termolysin och neprilysin, 'b' är en oladdad rest och 'c' en hydrofob rest. Prolin finns aldrig på denna plats, möjligen för att det skulle bryta den spiralformade strukturen som antas av detta motiv i metalloproteaser.

## Annan användning
Kollagenaser kan användas för att möra kött på ett sätt som liknar allmänt använda mörningsmedel Papain, Bromelain och Ficain.